# Tuanpo
Tuanpo (kinesiska: 团泊, 团泊镇) är en köping i Kina. Den ligger i storstadsområdet Tianjin, i den norra delen av landet, omkring 25 kilometer söder om stadens centrum. Antalet invånare är 18 299. Befolkningen består av 7 950 kvinnor och 10 349 män. Barn under 15 år utgör 13,0 %, vuxna 15-64 år 83 %, och äldre över 65 år 2,0 %.